# Pseudotorymus salicis
Pseudotorymus salicis är en stekelart som beskrevs av Ruschka 1923. Pseudotorymus salicis ingår i släktet Pseudotorymus och familjen gallglanssteklar.
Artens utbredningsområde är:
- Österrike.
- Tjeckien.
- Tyskland.
- Rumänien.

Inga underarter finns listade i Catalogue of Life.